# آرنه لیندرهولم
آرنه لیندرهولم (سوئدی: Arne Linderholm; ۲۲ فوریهٔ ۱۹۱۶ – ۲۰ نوامبر ۱۹۸۶) بازیکن فوتبال اهل سوئد بود.
وی همچنین در تیم ملی فوتبال سوئد بازی کرده‌است.